# تپه مریانج ۱۱
تپه مریانج ۱۱ در شهرستان همدان، بخش مرکزی، دهستان الوندکوه شرقی، سمت راست جاده همدان به کرمانشاه، پشت رستوران سرچشمه واقع شده و این اثر در تاریخ ۱۵ دی ۱۳۸۷ با شمارهٔ ثبت ۲۴۳۲۱ به‌عنوان یکی از آثار ملی ایران به ثبت رسیده است.